# لويس كولازو
لويس كولازو (بالإنجليزية: Luis Collazo)‏ مواليد 22 أبريل 1981 في بروكلين، نيويورك، نيويورك، الولايات المتحدة، هو ملاكم أمريكي يصنف ضمن فئة وزن الوسط.

## إحصائيات
خاض خلال مسيرته 43 نزالا، فاز في 36 وخسر في 7. فاز بالضربة القاضية في 19 نزالا.

## روابط خارجية
- لويس كولازو على موقع بوكس ريك (الإنجليزية) (registration required)